# Toukh
Toukh (arabiska: Ţūkh, طوخ) är en ort i Egypten.   Den ligger i guvernementet Al-Qalyubiyya, i den norra delen av landet, 30 km norr om huvudstaden Kairo. Toukh ligger 20 meter över havet och antalet invånare är 67 599.
Terrängen runt Toukh är mycket platt. Runt Toukh är det mycket tätbefolkat, med 2 345 invånare per kvadratkilometer. Närmaste större samhälle är Banha, 11,9 km norr om Toukh. Trakten runt Toukh består till största delen av jordbruksmark.